# أرييل إسلافا
أرييل إسلافا (بالإسبانية: Ariel Eslava)‏ مواليد 1979م، وهولاعب كرة سلة أرجنتيني.

## روابط خارجية
- أرييل إسلافا على موقع الدوري الأوروبي لكرة السلة (الإنجليزية)
- أرييل إسلافا على موقع الدوري الإسباني لكرة السلة (الإسبانية)
- أرييل إسلافا على موقع كرة السلة الأوروبية.كوم (الإنجليزية)
- أرييل إسلافا على موقع ريلجم (الإنجليزية)
- أرييل إسلافا على موقع بروبوليرز (الإنجليزية)
- أرييل إسلافا على موقع سبورتس رفرنس (الإنجليزية)